# 煤山街道
煤山街道，是中华人民共和国河南省平顶山市汝州市下辖的一个乡镇级行政单位。

## 行政区划
煤山街道下辖以下地区：
西东社区、望嵩社区、骑庄社区、城北赵庄社区、肖庄社区、司东村、司西村和葛庄村。